# Pat O’Hara Wood
Pat O’Hara Wood, właśc. Hector O’Hara Wood (ur. 30 kwietnia 1891 w Melbourne, zm. 3 grudnia 1961 w Melbourne) – australijski tenisista, mistrz Australasian Championships w grze pojedynczej i podwójnej, triumfator Wimbledonu w grze podwójnej i mieszanej, reprezentant w Pucharze Davisa.
Był młodszym bratem Arthura O’Hary Wooda, również tenisisty.
W czasie I wojny światowej służył we Francji w stopniu porucznika.
Dnia 3 sierpnia 1923 roku poślubił Meryl O’Harę Wood.

## Kariera tenisowa
O’Hara Wood w Australasian Championships (obecnie Australian Open) odniósł 2 zwycięstwa singlowe, w 1920 i 1923 roku. W pierwszym finale pokonał Ronalda Thomasa, a w drugim Berta St. Johna. Turniej ten również 4–krotnie kończył jako triumfator w grze podwójnej, w 1919, 1920, 1923 i 1925 roku, a także jako finalista w latach 1924, 1926 i 1927.
W 1919 roku, wspólnie z Ronaldem Thomasem, O’Hara Wood został mistrzem Wimbledonu w grze podwójnej, a w 1922 roku osiągnął finał, razem z Geraldem Pattersonem. W 1922 roku wygrał zmagania w grze mieszanej, partnerując Suzanne Lenglen.
Startując w U.S. National Championships Australijczyk w 1922 i 1924 został finalistą gry podwójnej partnerując Geraldowi Pattersonowi. Podczas edycji turnieju z 1922 awansował także o 4 rundy gry pojedynczej.
O’Hara Wood również reprezentował Australazję w Pucharze Davisa, w latach 1922 i 1924. W obydwu edycjach rywalami w finale Australazji byli tenisiści ze Stanów Zjednoczonych. Finał z 1922 roku Stany Zjednoczone wygrały 4:1, a finał z 1924 roku 5:0. O’Hara Wood rozegrał dla reprezentacji w tym czasie łącznie 23 pojedynki, z których w 17 zwyciężył.

### Finały w turniejach wielkoszlemowych

#### Gra pojedyncza (2–0)
| Końcowy wynik | Nr | Data | Turniej                              | Nawierzchnia | Przeciwnik    | Wynik finału            |
| ------------- | -- | ---- | ------------------------------------ | ------------ | ------------- | ----------------------- |
| Zwycięzca     | 1. | 1920 | Australasian Championships, Adelaide | Trawiasta    | Ronald Thomas | 6:3, 4:6, 6:8, 6:1, 6:3 |
| Zwycięzca     | 2. | 1923 | Australasian Championships, Brisbane | Trawiasta    | Bert St. John | 6:1, 6:1, 6:3           |

#### Gra podwójna (5–6)
| Końcowy wynik | Nr | Data | Turniej                                   | Nawierzchnia | Partner               | Przeciwnicy                           | Wynik finału             |
| ------------- | -- | ---- | ----------------------------------------- | ------------ | --------------------- | ------------------------------------- | ------------------------ |
| Zwycięzca     | 1. | 1919 | Wimbledon, Londyn                         | Trawiasta    | Ronald Thomas         | Rodney Heath Randolph Lycett          | 6:4, 6:2, 4:6, 6:2       |
| Zwycięzca     | 2. | 1919 | Australasian Championships, Sydney        | Trawiasta    | Ronald Thomas         | James Outram Anderson Arthur Lowe     | 7:5, 6:1, 7:9, 3:6, 6:3  |
| Zwycięzca     | 3. | 1920 | Australasian Championships, Adelaide      | Trawiasta    | Ronald Thomas         | Horace Rice Ray Taylor                | 6:1, 6:0, 7:5            |
| Finalista     | 1. | 1922 | Wimbledon, Londyn                         | Trawiasta    | Gerald Patterson      | James Outram Anderson Randolph Lycett | 6:3, 9:7, 4:6, 3:6, 9:11 |
| Finalista     | 2. | 1922 | U.S. National Championships, Filadelfia   | Trawiasta    | Gerald Patterson      | William Tilden Vincent Richards       | 6:4, 1:6 3:6, 4:6        |
| Zwycięzca     | 4. | 1923 | Australasian Championships, Brisbane      | Trawiasta    | Bert St. John         | Horace Rice Dudley Bullough           | 6:4, 6:3, 3:6, 6:0       |
| Finalista     | 3. | 1924 | Australasian Championships, Melbourne     | Trawiasta    | Gerald Patterson      | James Outram Anderson Norman Brookes  | 2:6, 4:6, 3:6            |
| Finalista     | 4. | 1924 | U.S. National Championships, Forest Hills | Trawiasta    | Gerald Patterson      | Howard Kinsey Robert Kinsey           | 5:7, 7:5 9:7, 3:6 4:6    |
| Zwycięzca     | 5. | 1925 | Australasian Championships, Sydney        | Trawiasta    | Gerald Patterson      | James Outram Anderson Fred Kalms      | 6:4, 8:6, 7:5            |
| Finalista     | 5. | 1926 | Australasian Championships, Adelaide      | Trawiasta    | James Outram Anderson | John Hawkes Gerald Patterson          | 1:6, 4:6, 2:6            |
| Finalista     | 6. | 1927 | Australian Championships, Adelaide        | Trawiasta    | Ian McInness          | John Hawkes Gerald Patterson          | 6:8, 2:6, 1:6            |

#### Gra mieszana (1–0)
| Końcowy wynik | Nr | Data | Turniej           | Nawierzchnia | Partnerka       | Przeciwnicy                    | Wynik finału |
| ------------- | -- | ---- | ----------------- | ------------ | --------------- | ------------------------------ | ------------ |
| Zwycięzca     | 1. | 1922 | Wimbledon, Londyn | Trawiasta    | Suzanne Lenglen | Elizabeth Ryan Randolph Lycett | 6:4, 6:3     |